# Fraat V. Partski
Fraat V. Partski  (partski: Frahat, starogrčki: Φραάτης, poznat pod imenom odmilja Fraatak, partski Frahatak, starogrčki: Φραατάκης) je bio suvladarem Partskog Carstva od 2. pr. Kr. do 4. Bio je mlađi sin Fraata IV. i Muse Partske.
Fraat V. je imao brata Vonona I. koji je pokušao doći na vlast nakon ubitstva Oroda III.

## Povijest
Kad je Fraat IV. zaratio s Augustom, Marko Antonije nije bio u mogućnosti očuvati pod svojom vlašću krajeve koje je osvojio. Tako je Fraat uskoro vratio pod svoju vlast Atropatenu te istjerao Artavazdova sina Artaksa natrag u Armeniju. 
Njegove broje okrutnosti su naljutile njegove podanike, koji su stoga 32. pr. Kr. postavli Tiridata II. na prijestolje. Fraata su na prijestolje vratili Skiti, a Tiridat je pobjegao u Siriju. Rimljani su se nadali da bi August mogao osvetiti poraz kojeg su Parti nanijeli rimskom generalu Marka Licinija Krasa, no on je riješio stvar mirovnim sporazumom, po kojem je Fraat vratio zarobljenike, a kraljevstvo Armenija je priznato za rimsku dependenciju. 
S druge je strane, Fraat, čiji najveći neprijatelji su bili iz njegove obitelji, zauzvrat poslao kao talce jamce osiguranja tog sporazuma svojih petero sinova 20-ih u Rim. Među njima su bili Vonon I. te Tiridat III. kojeg su Rimljani nastojali postaviti kao vazalnog kralja 35. pr. Kr. Fraat ih je poslao kao talce na Musin nagovor. Fraata V. odredio je za nasljednika. No kad su tako svi uklonjeni s puta, 2. pr. Kr. Fraat V. ubija oca Fraata IV. zajedno s Musom te njih dvoje sjedaju na prijestolje. Izgleda da su nakon toga bili suvladari, jer se na kovanicama kovanima nakon toga pojavljuju skupa. 
Dok je vladao, prijetio je rat s Rimom zbog prevlasti nad Armenijom i Medijom. Kad je August (27. pr. Kr. – 14.) poslao svog usvojenog sina Gaja Julija Cezara Vipsanija na istok radi napada na Perziju, iranski Parti su bili skloni zaključiti sporazum (godine 1.) kojim su priznali Armeniju kao rimsku interesnu sferu. 
Josip Flavije nagađa da se je Musa potom udala za Fraata V. Budući da je to Partima bilo neprihvatljivo, ustali su, zbacili ih s vlasti te ih ubili (oko 4.), a vlast ponudili Orodu III., koji je nakratko vladao.